# Willie C. Carpenter
Willie C. Carpenter (...) è un attore statunitense noto per i suoi ruoli televisivi in Ragionevoli dubbi, 1600 Penn e Devious Maids - Panni sporchi a Beverly Hills.

## Filmografia parziale

### Cinema
- I'm Magic (The Wiz), regia di Sidney Lumet (1978)
- Sono affari di famiglia (Family Business), regia di Sidney Lumet (1989)
- Grand Canyon - Il cuore della città (Grand Canyon), regia di Lawrence Kasdan (1991)
- Amityville 1992: It's About Time, regia di Tony Randel (1992)
- Senza tregua (Hard Target), regia di John Woo (1993)
- Giocattoli assassini (Dollman vs. Demonic Toys), regia di Charles Band (1993)
- Piccoli campioni (Little Giants), regia di Duwayne Dunham (1994)
- Mi familia (My Family), regia di Gregory Nava (1995)
- Il rovescio della medaglia (White Man's Burden), regia di Desmond Nakano (1995)
- Insoliti criminali (Albino Alligator), regia di Kevin Spacey (1996)
- Men in Black, regia di Barry Sonnenfeld (1997)
- A prima vista (At First Sight), regia di Irwin Winkler (1999)
- The Best Man, regia di Malcolm D. Lee (1999)
- Insider - Dietro la verità (The Insider), regia di Michael Mann (1999)
- Leprechaun 6 - Ritorno nel ghetto (Leprechaun: Back 2 tha Hood), regia di Steven Ayromlooi (2003)
- Take, regia di Charles Oliver (2007)
- Ride - Ricomincio da me (Ride), regia di Helen Hunt (2014)
- Le verità sospese (The Adderall Diaries), regia di Pamela Romanowsky (2015)
- Collateral Beauty, regia di David Frankel (2016)
- La scoperta (The Discovery), regia di Charlie McDowell (2017)
- Cell Block 99 - Nessuno può fermarmi (Brawl in Cell Block 99), regia di S. Craig Zahler (2017)
- Monster, regia di Anthony Mandler (2018)

### Televisione
- Ragionevoli dubbi (Reasonable Doubts) – serie TV, 6 episodi (1991-1992)
- 1600 Penn – serie TV, 3 episodi (2013)
- Devious Maids - Panni sporchi a Beverly Hills (Devious Maids) – serie TV, 10 episodi (2014)
- Gotham – serie TV, un episodio (2015)
- Outcast – serie TV, 3 episodi (2016)
- Bull – serie TV, 2 episodi (2018-2020)
- Reacher – serie TV, 5 episodi (2022)
- Law & Order - I due volti della giustizia - serie TV, 1 episodio (2023)

## Doppiatori italiani
Nelle versioni in italiano delle opere in cui ha recitato, Willie C. Carpenter è stato doppiato da:
- Angelo Nicotra in Men in Black, La vendetta del ragno nero
- Bruno Alessandro in New Amsterdam, Law & Order - I due volti della giustizia
- Mino Caprio in Senza tregua
- Gianni Bertoncin in Insider - Dietro la verità
- Gerolamo Alchieri in Dr. House - Medical Division
- Alessandro Ballico in Ride - Ricomincio da me
- Achille D'Aniello in NCIS - Unità anticrimine
- Vittorio Di Prima in Devious Maids - Panni sporchi a Beverly Hills
- Mario Bombardieri in Unbreakable Kimmy Schmidt
- Ambrogio Colombo in Outcast
- Luca Violini in Cell Block 99 - Nessuno può fermarmi
- Edoardo Siravo in Bull (ep. 3x06)
- Daniele Valenti in Bull (ep. 4x18)
- Nino Prester in FBI: Most Wanted
- Toni Garrani in Reacher
- Oliviero Dinelli in Found